# Tmavka
Tmavka (Eurytoma) je rod parazitoidních chalcidek z čeledi tmavkovití. V rámci tohoto rodu je popsáno nejméně 620 druhů.

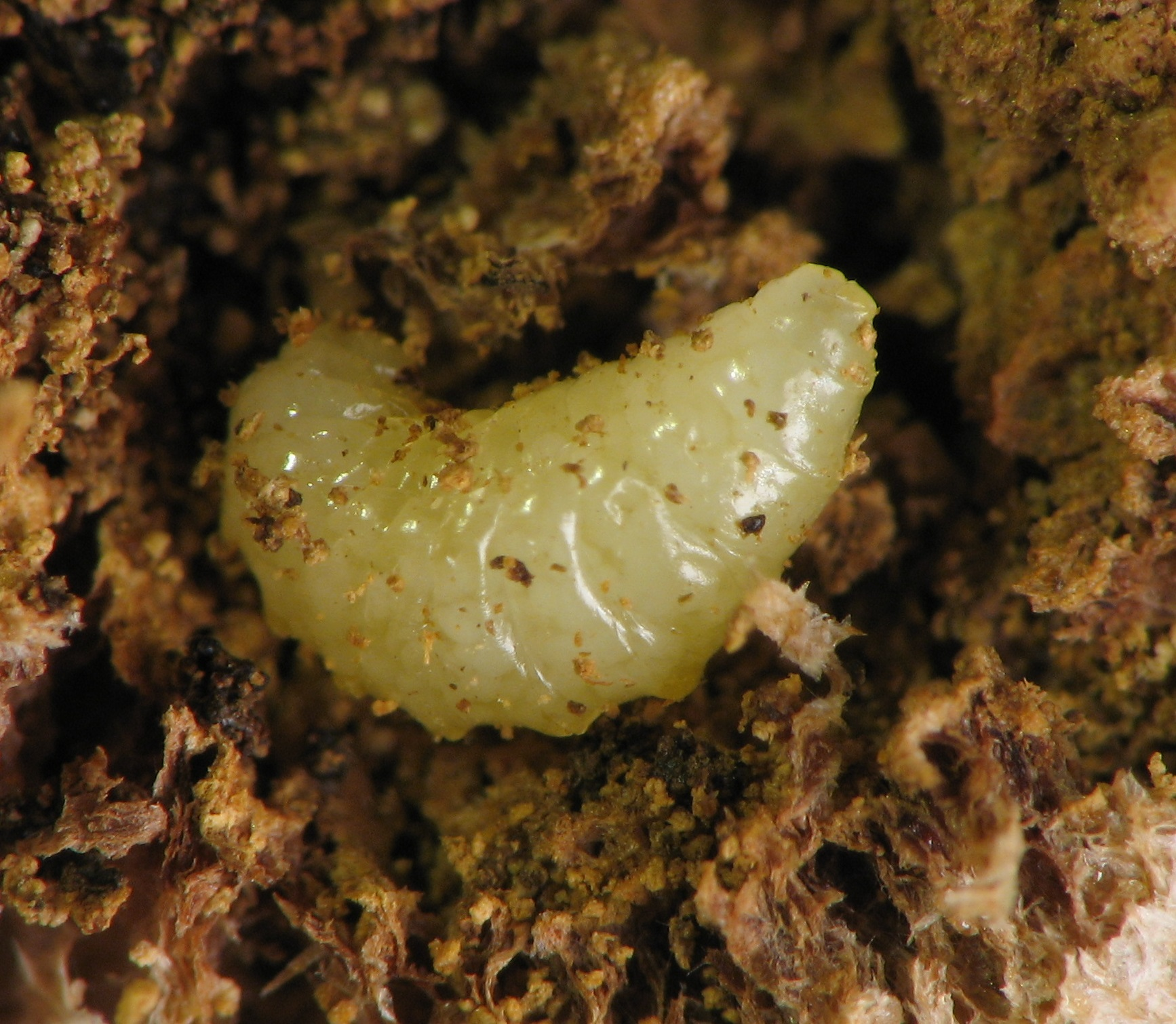
Larva E. gigantea
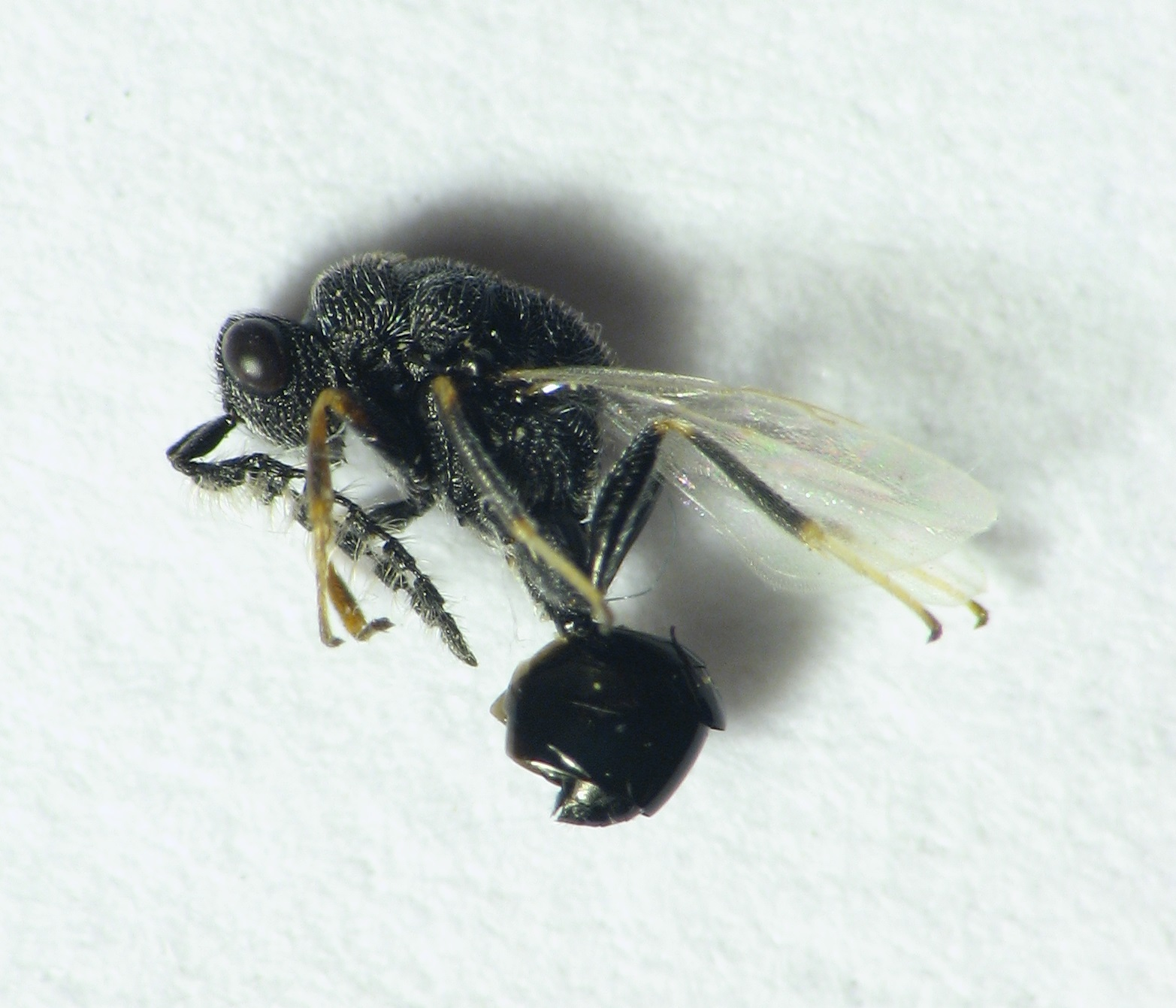
Eurytoma, samec
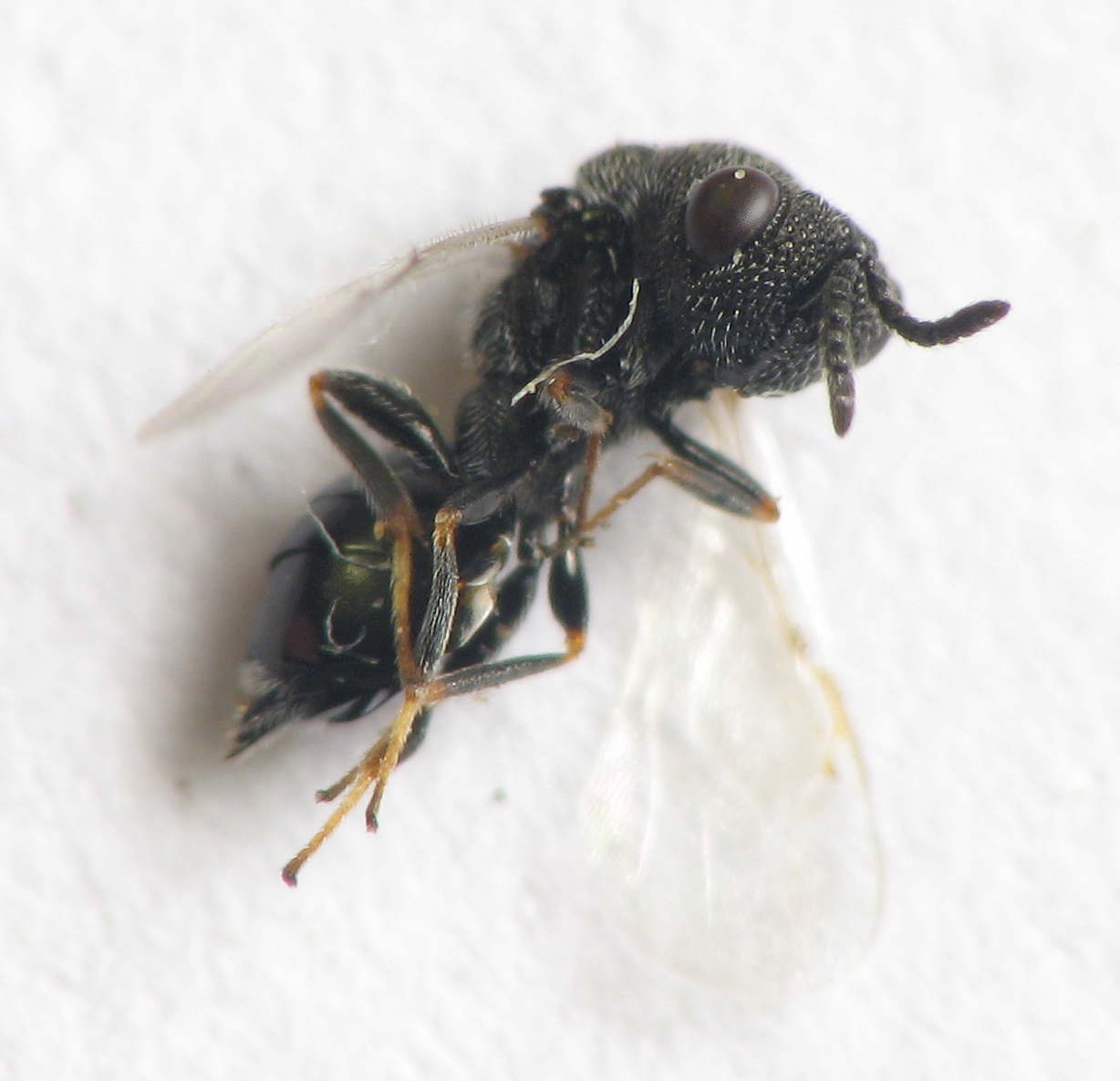
E. gigantea, samice

## Příklady druhů
- Tmavka hnědá (E. brunniventris Ratzeburg, 1852)
- Tmavka kůrovcová (E. morio Boheman, 1836)
- Tmavka švestková (E. schreineri Schreiner, 1908)